# Beat Baumli
Beat Baumli (* 20. Oktober 1956 in Untersiggenthal) ist ein Schweizer Jazzgitarrist.

## Leben
Baumli wuchs im aargauischen Baden auf und bildete sich zuerst autodidaktisch als Rockgitarrist aus. Er begann 1981 eine nebenberufliche Ausbildung an der Swiss Jazz School, welche ihre Fortsetzung in einem von 1984 bis 1987 dauernden Studium am Berklee College of Music fand. Dort studierte er unter anderem Jazz Composition und Arranging bei Hal Crook wie auch Improvisational Theory bei Gary Burton.
Seit seiner Rückkehr aus Boston lebt er als freischaffender Jazzgitarrist, Komponist und Arrangeur, ist Bandleader verschiedener Jazzformationen und unterrichtet als Gitarrenlehrer in Teilzeitanstellung. Nebst Auftritten mit unzähligen Ad-hoc-Formationen spielt er als festes Mitglied u. a. im Alexia Gardner Trio, dem Quartett jazzIMpuls wie auch als Bandleader im B.B. & J.M. Trio, mit dem er im Jahr 2012 das Album First Call produziert hat, auf dem auch drei seiner Kompositionen und verschiedene seiner Arrangements zu hören sind. Arrangements und Kompositionen von ihm sind auch auf Alexia Gardners CD Live At The Birdseye Jazz Club, dem Album Close Your Eyes von Laura Cesar und der CD Stefanie Tornow & Beat Baumli, The Night Has A Thousand Eyes veröffentlicht.
Er ist spezialisiert auf Kleinformationen wie Duo, Trio, Quartett und tritt seit 1987 regelmässig an Live-Veranstaltungen verschiedenster Arten, in Jazzclubs wie auch in Kulturclubs, vorwiegend mit Musikern der Schweizer Jazzszene auf. So unter anderem im Baumli-Schöb Quartett mit Carlo Schöb, Peter Frei und Dominic Egli und im Quartett jazzIMpuls mit Peter Candiotto, Peter Schmidlin und der Kanadierin Laura Cesar.

## Diskographische Hinweise
- 2006 Windrose – Laura Cesar (drei Titel im Duo mit Laura Cesar)[3]
- 2011 A Little Closer – Alexia Gardner Live At The Birdseye Jazz Club (Alexia Gardner voc. / Beat Baumli git. / Lorenz Beyeler bass)
- 2013 First Call – B.B. & J.M. Trio (Beat Baumli git. / Jürg Morgenthaler sax, flöte / Giorgos Antoniou bass) – ALLJAZZ 1301
- 2014 Cinema Paradiso – Beat Baumli & Dani Solimine Guitar Talk (Beat Baumli git. / Dani Solimine git.) – ALLJAZZ 1401
- 2015 Close Your Eyes – Laura Cesar jazzimpuls (Carlo Schöb sax, flöte / Beat Baumli git. / Laura Cesar bass / Pius Baschnagel dr) – ALLJAZZ 1501
- 2021 The Night Has A Thousand Eyes – Stefanie Tornow & Beat Baumli (Stefanie Tornow voc. / Beat Baumli git.) – ALLJAZZ 2101